# أنطوني ثيم

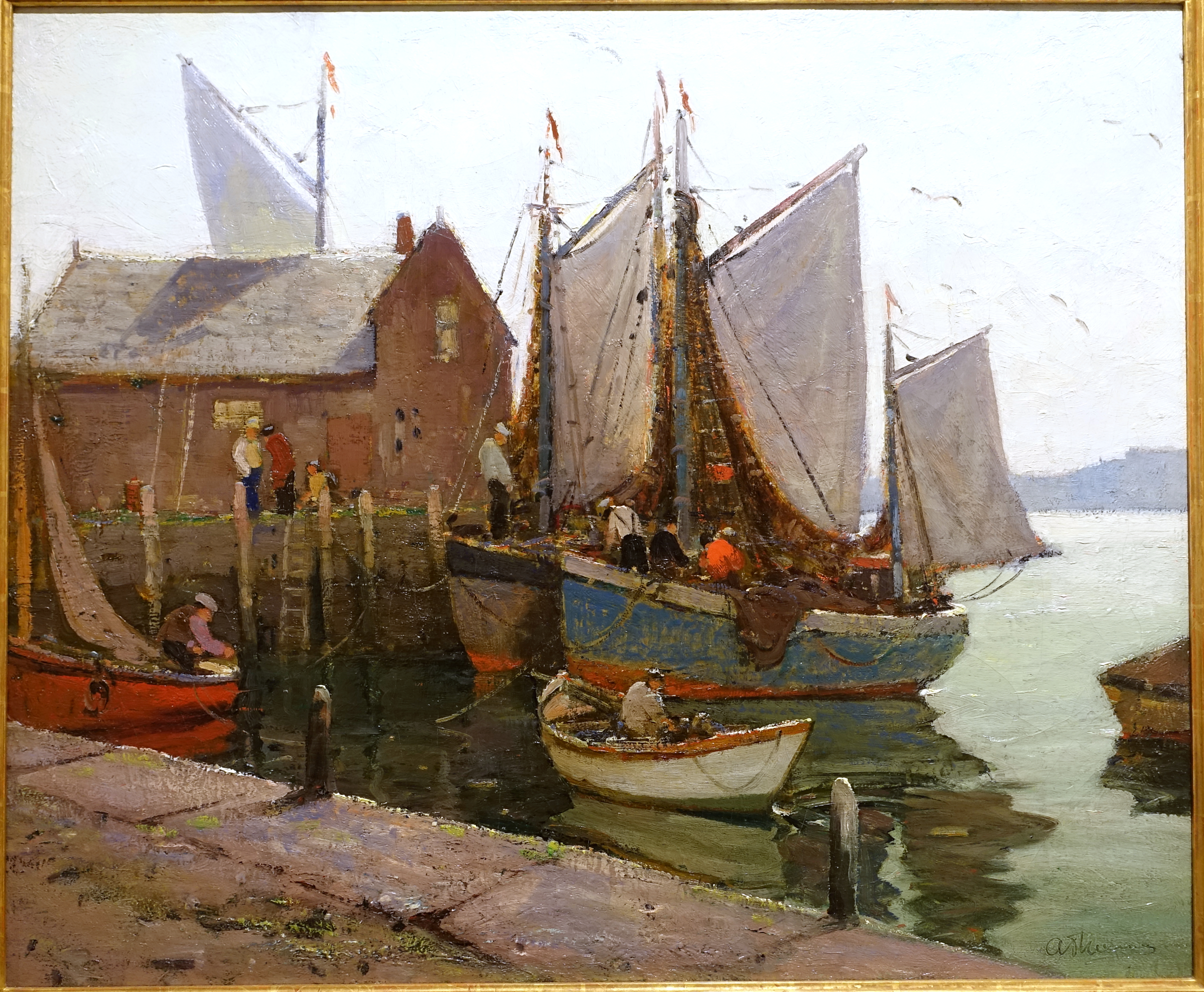
روكبورت ، الواجهة البحرية بواسطة أنطوني ثيم ،الثلاثينات

أنطوني ثيم (20 فبراير 1888م - 6 ديسمبر 1954م) كان رساماً للمناظر الطبيعية والبحرية وكان شخصية رئيسية في مدرسة روكبورت للفنون الإقليمية الأمريكية، عاصر الكثير من فنانيّ روكبورت المهمين مثل ألدرو هيبارد، اميل غروبي، ويليام ليستير ستيفنز، أنطونيو سيرينو، و مارغريت بيرسون.
ولد ثيم في روتردام في 20 فبراير 1888م، ودرس في أكاديمية الفنون الجميلة في روتردام لمدة عامين، ثم لفترة قصيرة في الأكاديمية الملكية في لاهاي، سافر كثيراً إلى أوروبا، دائمًا ما يجد عمل كمصمم مسرح.
سافر ثيم إلى الولايات المتحدة في سن ال 22 وسرعان ما وجد عمل كمصمم مسرح في مسرح القرن في نيويورك، حيث صمم مجموعات لراقصة الباليه الروسية آنا بافلوفا وعندما انتهت اللجنة سافر إلى أمريكا الجنوبية، وخاصة البرازيل والأرجنتين حيث قدم له العمل المسرحي مصدر رزق مرة أخرى، عاد بعد ذلك إلى اوروبا ليجد المزيد من فرص العمل في إنجلترا وفرنسا وإيطاليا.
عاد إلى الولايات المتحدة بعقد لعمل مسرحي إضافي، يجد ثيم نفسه في بوسطن. توقف عن العمل على المسرح في عام 1928 ومنذ ذلك الحين كان يكسب رزقه من بيع لوحاته ونقوشه. تزوج ثيم من ليليان بيكيت عام 1929 وانتقل إلى روكبورت، ماساتشوستس . أسس مدرسة ثيم للفنون. عرض أعماله بشكل متكرر في معارض غراند سنترال للفنون في نيويورك.
واصل السفر على نطاق واسع كالمكسيك، وغواتيمالا، وفلوريدا، وفرنسا وجهات رئيسية، ودائما يرسم في الهواء الطلق .
انتحر ثيم في 6 ديسمبر 1954 في غرينتش ، كونيكتيكت . أسباب انتحاره ليست مفهومة تماما. كانت هناك قصص عن وفاته مثل الاكتئاب الشديد أو مرض خطير، ولكن لم يعرف سبب محدد لانتحاره.
كان أنطوني ثيم عضوًا كاملاً في الجمعية الأمريكية للألوان المائية، وتحالف الفن الأمريكي، ونادي سالمغاندي، ونادي بوسطن للفنون، وجمعية نورث شور للفنون، ورابطة روكبورت للفنون، ونادي نيويورك للألوان المائية، ووحدة الفنون في فيلادلفيا، ونادي الفنون الوطني .

## روابط خارجية
- نادي بوسطن للفنون: الموقع الرسمي
- معرض بوكوك للفنون الجميلة والتحف  متخصص في أعمال الفنان.
- معرض بيدفورد للفنون الجميلة: عمل فني لأنطوني ثيم